# Boughriba
Boughriba (franska: Boughriba (CR), Boughriba (Commune Rurale), arabiska: مداغ) är en kommun i Marocko.   Den ligger i provinsen Berkane och regionen Oriental, i den nordöstra delen av landet, 400 km öster om huvudstaden Rabat. Antalet invånare är 20 560.